# 博勞雷
10°14′45″N 68°46′14″W / 10.24583°N 68.77056°W
博勞雷（西班牙語：Boraure），是委內瑞拉的城鎮，位於該國西部亞拉奎州，是拉特里尼達市的首府，面積62平方公里，海拔高度207米，2011年人口17,200，人口密度每平方公里277人。